# Парламентські вибори в Польщі 2007
Вибори до Парламенту Польщі 2007 (пол. Wybory parlamentarne w Polsce w 2007 roku) — дострокові вибори до Сейму та Сенату Польщі, проведені 21 жовтня 2007 року. Ці вибори стали наслідком розпаду правлячої на той момент коаліції, до якої входили Право і справедливість, Самооборона і Ліга польських родин. Вибори проводилися за пропорційною виборчою системою. Прохідний бар'єр, необхідний для проходження партії до Сенату, становив 5 %.

## Результати виборів
| Партії | Партії                                                              | Сейм       | Сейм  | Сейм  | Сейм | Сенат | Сенат |
| Партії | Партії                                                              | Голосів    | %     | Місць | +/-  | Місць | +/-   |
| --- | ------------------------------------------------------------------- | ---------- | ----- | ----- | ---- | ----- | ----- |
| | Громадянська платформа (Platforma Obywatelska, PO)                  | 6 701 010  | 41,51 | 209   | +76  | 60    | +26   |
| | Право і справедливість (Prawo i Sprawiedliwość, PiS)                | 5 183 477  | 32,11 | 166   | +11  | 39    | -10   |
| | Лівиця і демократи (Lewica i Demokraci, LiD)                        | 2 122 981  | 13,15 | 53    | -2   | —     | —     |
| | Польська народна партія (Polskie Stronnictwo Ludowe, PSL)           | 1 437 638  | 8,91  | 31    | +6   | —     | -2    |
| | Самооборона Республіки Польща (Samoobrona RP, SRP)                  | 247 335    | 1,53  | —     | -56  | —     | -3    |
| | Ліга правиці Республіки Польща (Liga Prawicy Rzeczypospolitej, LPR) | 209 171    | 1,30  | —     | -34  | —     | -7    |
| | Польська партія праці (Polska Partia Pracy, PPP)                    | 160 476    | 0,99  | —     | —    | —     | —     |
| | Партія жінок (Partia Kobiet, PK)                                    | 45 121     | 0,28  | —     | —    | —     | —     |
| | Партія німецької меншини (Mniejszość Niemiecka, MN)                 | 32 462     | 0,20  | 1     | -1   | —     | —     |
| | Патріотична самооборона (Samoobrona Patriotyczna)                   | 2 531      | 0,02  | —     | —    | —     | —     |
| | Незалежні (Niezależni)                                              | Нема       | Нема  | Нема  | Нема | 1     | -4    |
| | У цілому                                                            | 16 142 202 |       | 460   |      | 100   |       |
| - Зареєстровано виборців: 30 615 471 - Проголосували: 16 477 734 (53,88 %) - Недійсні бюлетені: 335 532 - Враховано голосів: 16 142 202 |                                                                     |            |       |       |      |       |       |

Розподіл місць у Сенаті